# Secrets of a Secretary
Secrets of a Secretary (bra: Segredos de uma Secretária) é um filme pre-Code estadunidense de 1931, do gênero drama romântico, dirigido por George Abbott, estrelado por Claudette Colbert, e coestrelado por Herbert Marshall e Georges Metaxa.
A produção marcou a primeira vez que Mary Boland participou de um filme falado.

## Sinopse
Quando seu pai morre, Helen Blake (Claudette Colbert), uma jovem rica, descobre que não possui dinheiro algum – seu pai perdeu toda a fortuna da família no crash da bolsa de valores de 1929, o que deixa a moça completamente falida. Pouco antes da morte de seu pai, em uma noite selvagem, Helen se casa com Frank D'Agnoll (Georges Metaxa) por puro capricho. Ele a abandona quando descobre que ela está pobre, o que piora ainda mais a situação da mulher. Para conseguir sobreviver, ela consegue um emprego como secretária de Ogden Hunt Merritt (Berton Churchill), um amigo de seu pai.

## Elenco
- Claudette Colbert como Helen Blake
- Herbert Marshall como Lorde Danforth
- Georges Metaxa como Frank D'Agnoll
- Betty Lawford como Sylvia Merritt
- Mary Boland como Sra. Merritt
- Berton Churchill como Sr. Ogden Hunt Merritt
- Averell Harris como Don Marlow
- Betty Garde como Dorothy White
- Hugh O'Connell como Charlie Rickenbacker

Não-creditados
- Joseph Crehan como Repórter
- Porter Hall como Bêbado
- H. Dudley Hawley como Sr. Blake
- Olaf Hytten como Relator do Tribunal
- Edward Keane como Gerente do Hotel Albany
- Millard Mitchell como Policial
- Charles C. Wilson como Capitão da Polícia